# Mentesa
Mentesa (łac. Dioecesis Mentesanus) – stolica historycznej diecezji w Hiszpanii, erygowanej w IV wieku, a skasowanej w roku 715. 
Współczesne miasto La Guardia we wspólnocie autonomicznej Kastylia-La Mancha. Obecnie katolickie biskupstwo tytularne ustanowione w 1969 przez papieża Pawła VI.

## Biskupi tytularni
| Lp. | Biskup                     | Funkcja                                         | Od               | Do               |
| --- | -------------------------- | ----------------------------------------------- | ---------------- | ---------------- |
| 1   | Hugo Eduardo Polanco Brito | arcybiskup koadiutor Santo Domingo (Dominikana) | 20 stycznia 1970 | 10 maja 1975     |
| 2   | Mario José Serra           | biskup pomocniczy Buenos Aires (Argentyna)      | 28 maja 1975     | 9 lipca 2005     |
| 3   | Rafael Zornoza Boy         | biskup pomocniczy Getafe (Hiszpania)            | 13 grudnia 2005  | 30 sierpnia 2011 |
| 4   | José Rico Pavés            | biskup pomocniczy Getafe (Hiszpania)            | 6 lipca 2012     | 9 czerwca 2021   |
| 5   | Teodoro León               | biskup pomocniczy Sewilli (Hiszpania)           | 1 kwietnia 2023  |                  |